# Barbarossastraße 8 (Mönchengladbach)

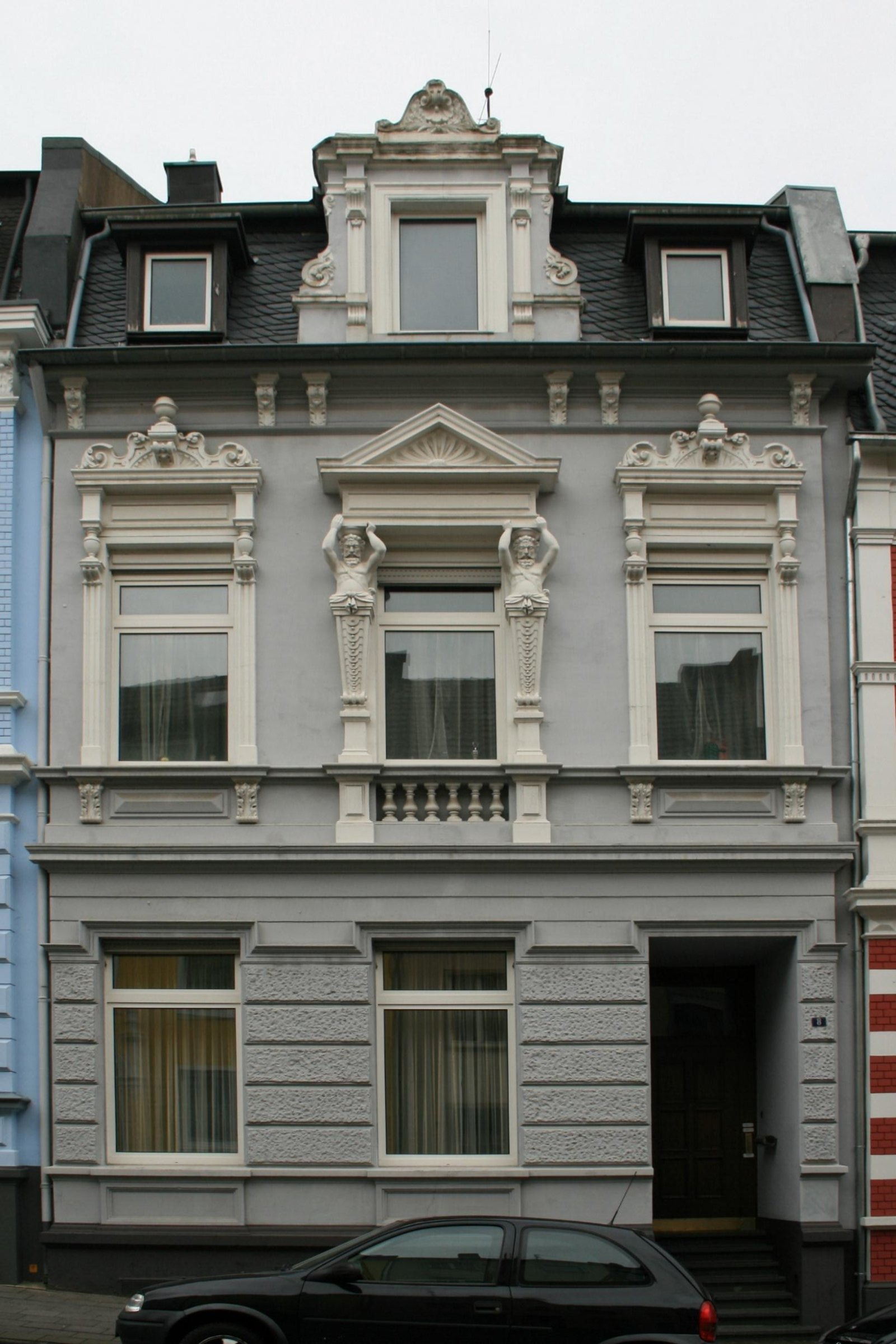
Wohnhaus (2010)

Das Wohnhaus Barbarossastraße 8  befindet sich in Mönchengladbach (Nordrhein-Westfalen) im Stadtteil Gladbach. Das Gebäude wurde Ende des 19. Jahrhunderts erbaut. Es ist unter Nr. B 052 am 15. Dezember 1987 in die Denkmalliste der Stadt Mönchengladbach eingetragen worden.

## Lage
Die Barbarossastraße liegt nördlich des alten Stadtkerns als steil ansteigende Verbindung (mit der Staufenstraße) von Aachener und Viersener Straße. Sie gehört in ihrem alten Bestand zum historischen Ausbau Mönchengladbachs.

## Architektur
Das Haus Nr. 8 stammt aus dem ausgehenden 19. Jahrhundert. Es ist ein zweigeschossiges Haus in drei Achsen mit ausgebautem Mansarddach. Das verschieferte Dach trägt mittig einen hochrechteckigen Giebel flankierend mit zwei Gauben.